# Castillo de Teayo
El Castillo de Teayo és un jaciment arqueològic prehispànic de Mesoamèrica situat en el municipi de Castillo de Teayo a la regió de la cultura huasteca, a la part septentrional de l'estat de Veracruz, Mèxic.
És una edificació de forma piramidal que conserva la major part de la seva estructura de 11,3 metres d'altura, destaca l'escalinata i l'estructura que remata l'edifici, probablement dedicada a un temple. Cal esmentar que és una de les poques estructures del seu tipus a la zona mesoamericana. En els Lienzos de Tuxpan —una sèrie de mapes natius trobats a Tihuatlán—, aquest lloc apareix representat amb el glifo de Teayotlán. D'acord amb una versió, el seu nom prové, etimològicament, del vocable de l'idioma huastec, i vol dir "en la tortuga de pedra". Una altra versió oficial del nom, és que aquest prové del vocable Nàhuatl Teayok, Te-ayo-k “Tortuga sobre pedra”. Rep el seu nom actual perquè es troba en el municipi un temple o castell arqueològic, únic vestigi d'una gran ciutat indígena, mescla de les cultures olmeca i huasteca. Antigament es va anomenar Tzapotlán.

## Història

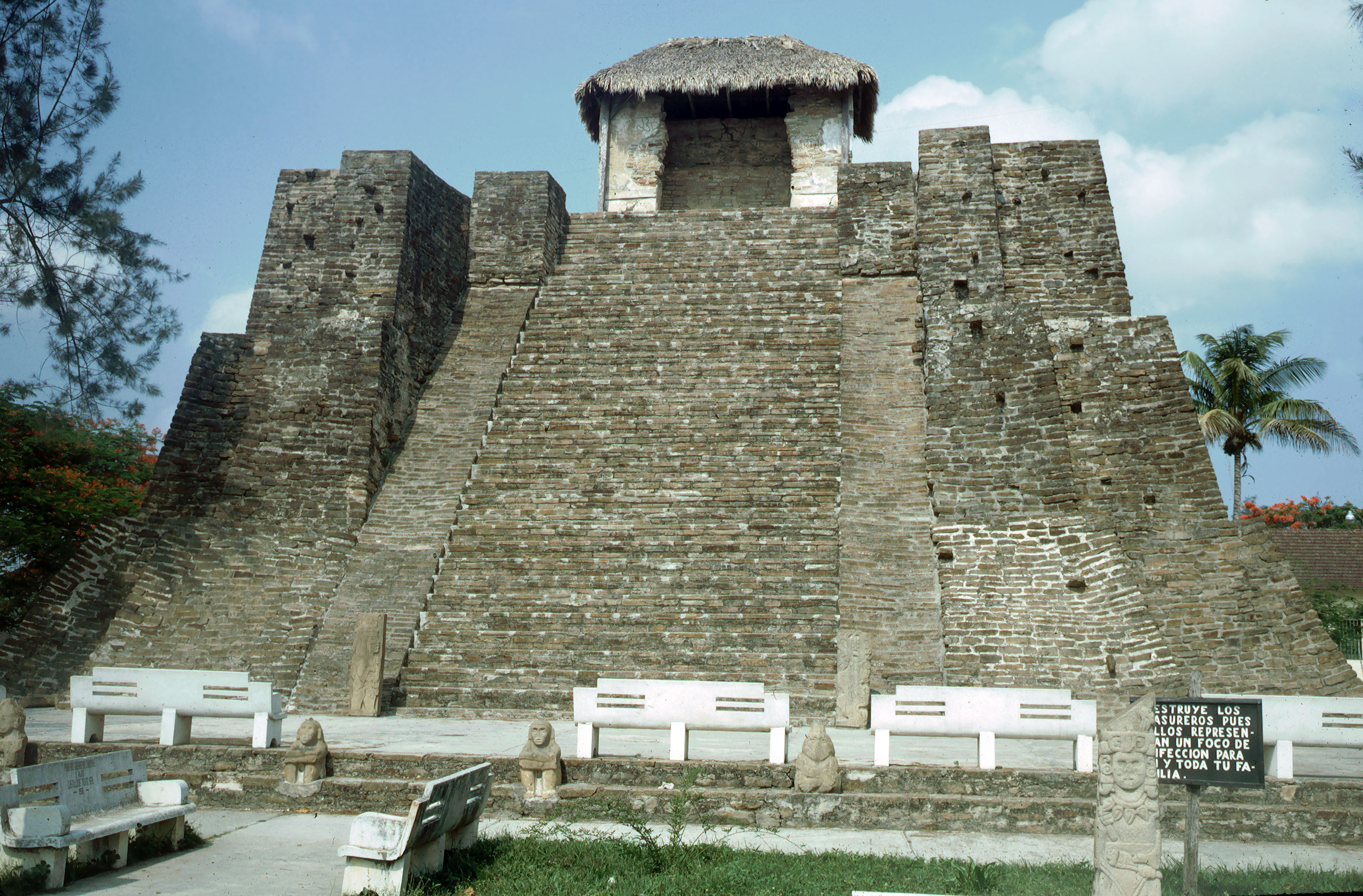
Vista frontal de l'escalinata

Es considera que en aquest lloc va ser una de les més antigues poblacions huasteques. Amb períodes d'ocupació des de l'any 1000 al 1200 dC, en el Període postclàssic mesoamericà tardà, va tenir una forta influència de la cultura Mexica. En el lloc hi ha una piràmide amb part de la seva estructura completa. Té una escalinata i en la seva part superior probablement restes d'un temple; és una de les poques estructures d'aquest tipus coneguda a mesoamèrica. En el museu hi ha escultures trobades en el lloc, amb estils que evidencien un culte fàl·lic.
Hi ha evidències de diverses tradicions culturals, la Huasteca —segles X al XII— i la mexica —Posclàssic tardà. D'acord amb especialistes, l'arquitectura de l'edifici és de filiació mexica, i es pensa que també va tenir relacions amb grups tolteques de l'Altiplà Mexicà. S'estima que la cultura olmeca-vixtoti es va convertir en la cuexteca o huasteca. Les escultures del lloc tenen una forta influència de les cultures maia i tolteca. No obstant, hi ha versions que l'estil correspon a la cultura tolteca.

## Estructura
L'estructura és un edifici d'origen tolteca, amb estils constructius que evidencien influència Huasteca i Mexica. L'edifici té 3 cossos, inclinats, separats per un descans. La planta és quadrada amb 24 metres de costat i la seva altura és més d'11 metres.
L'ornament de l'edifici consisteix en una motllura plana, en el perímetre de l'edifici, a 1,40 metres d'altura. Al voltant hi ha escultures de diferents grandàries i estil.